# Fernando Elizondo Barragán
Fernando Elizondo Barragán (Monterrey, Nuevo León; 6 de enero de 1949) es un político, abogado y empresario mexicano, miembro del partido Movimiento Ciudadano. Se desempeñó como gobernador interino de Nuevo León en 2003, secretario de Energía durante el gobierno de Vicente Fox de 2004 a 2005 y senador en las LX y LXI Legislaturas de 2006 a 2008 y de 2009 a 2012.
Ha sido catedrático y conferencista en la Universidad Autónoma de Nuevo León, la Universidad de Monterrey, y el Instituto Tecnológico y de Estudios Superiores de Monterrey, entre otras instituciones Educativas.

## Inicios
Es hijo del exgobernador Eduardo Elizondo, originario de Monterrey, Nuevo León, donde cursó sus estudios básicos, medios y profesionales, Es licenciado en Derecho y Ciencias Sociales por la Facultad de Derecho de la Universidad Autónoma de Nuevo León de donde se recibió con mención honorífica en agosto de 1970, en 1970 y 1971 realizó estudios de maestría en jurisprudencia comparada en el Interamerican Law Institute de la Universidad de Nueva York y en 1978 obtuvo su grado de Maestría en Administración de Empresas con especialidad en Finanzas en el Instituto Tecnológico y de Estudios Superiores de Monterrey. 
Ejerció la profesión de abogado como miembro del bufete de abogados Santos-Elizondo de Monterrey, de 1972 a 1978, de 1979 a 1986 ocupó diversas posiciones directivas en el área legal del Grupo Industrial Alfa, incluyendo entre otras la dirección jurídica de Hylsa en 1980 y 1981 y la dirección jurídica de todas las compañías operadoras de ese grupo en años subsecuentes, dedicándose con particular énfasis al área de negociaciones legales y financieras.
De 1986 a 1994 volvió al ejercicio libre de la profesión, continuando con su especialización en resolución de conflictos legales-financieros, en 1995 fue designado Presidente Ejecutivo del Grupo Salinas y Rocha haciéndose cargo de su reestructuración financiera y administrativa, la que terminó en agosto de 1997.

## Actividad política
Comenzó en 1985 como Secretario de la Asamblea Democrática, una agrupación política, que formuló, promovió y consensó entre miembros de diversos partidos políticos, una iniciativa de Ley Electoral Estatal que establecía procesos electorales bajo el control ciudadano para garantizar elecciones libres y transparentes.
En los años de 1997 a 2002, fue secretario de Finanzas y tesorero general del Estado de Nuevo León y, de enero a octubre de 2003, fue gobernador constitucional substituto del Estado del mismo estado, siendo ya militante del PAN desde 2001.
Al terminar sus funciones como gobernador en octubre de 2003 fue designado por el presidente Vicente Fox como Enlace Presidencial para la Reforma Hacendaria, con especial responsabilidad sobre la coordinación de la Convención Nacional Hacendaria para posteriormente el 1 de junio de 2004 el presidente lo designó secretario de Energía, cargo que dejó el 28 de septiembre de 2005 para contender como aspirante a senador de la República por Nuevo León.
Contendió como candidato a senador del Partido Acción Nacional por el estado de Nuevo León en la elección general del 2006 junto a su compañera de fórmula Judith Díaz Delgado, obteniendo 761,322 votos contra 713,354 de los candidatos del Partido Revolucionario Institucional, Eloy Cantú Segovia y Marcela Guerra.

### Como senador
Fue miembro de la junta directiva del grupo parlamentario del Partido Acción Nacional donde fungió como subcoordinador; se encargó de presidir el órgano denominado “Consejo de Política Económica” cuyas funciones son el coordinar y consensuar las iniciativas de los Senadores integrantes del mismo y que son miembros de las 14 Comisiones que tienen relación con el tema.
Fue designado por la Junta de Coordinación Política de la Cámara de Senadores como Presidente de la Comisión de Educación el 8 de febrero del 2007, así como integrante de las comisiones de Comercio y Fomento Industrial; de Energía; de Hacienda y Crédito Público; de Justicia, así como de la Primera, Segunda y Tercera Comisión de Trabajo del Senado de México.

### Candidato a gobernador
El jueves 30 de octubre de 2008 en escrito dirigido al senador Gustavo Madero Muñoz, presidente de la mesa directiva del Senado, Elizondo Barragán solicitó licencia a su cargo por tiempo indefinido a partir del 4 de noviembre de 2008, siendo concedida por mayoría de votos ese mismo día para postularse como precandidato a Gobernador de su estado por su partido.
El 3 de febrero de 2009 el Comité Ejecutivo Nacional del PAN lo designó por unanimidad como candidato del PAN a Gobernador de Nuevo León para las elecciones del 5 de julio del mismo año.
Sin embargo, en las elecciones de 2009 pierde contra Rodrigo Medina de la Cruz del PRI por una diferencia del 5.63 % (98,697 votos).

### Panistas por México
El 5 de junio de 2013, Elizondo Barragán, junto a los exgobernadores Carlos Medina Plascencia, Fernando Canales Clariond, Ernesto Ruffo Appel, Francisco Barrio Terrazas y Alberto Cárdenas Jiménez, todos militantes de Acción Nacional, presentaron un movimiento llamado Panistas por México, integrado por 80 militantes del partido y encabezado por los exgobernadores. Dieron a conocer que en el movimiento estaba inspirado en la razón ciudadana y que busca el fortalecimiento del partido. También, reprocharon las disputas entre maderistas y corderistas, las cuales señalan, dañan al partido.
Ruffo Appel, Medina Plascencia y el expresidente del partido Luis Felipe Bravo Mena, quien también forma parte del movimiento, habían sido originalmente contemplados para contender por la dirigencia del partido, sin embargo, los dos primeros no aceptaron y el último aceptó sólo si había una candidatura de unidad con otro de los aspirantes por la presidencia del partido, pero no se logró. Fue por eso que Ruffo Appel consideró invitar a Josefina Vázquez Mota, la excandidata presidencial, a formar parte del movimiento y a contender por la dirigencia de Acción Nacional, durante un desayuno el 15 de octubre de 2013. Vázquez Mota dijo que lo consideraría y que dependería de valoraciones personales y familiares.
Sin embargo, el 26 de febrero de 2014, en una rueda de prensa acompañada por Bravo Mena y Medina Plascencia, finalmente se descartó de la candidatura por la presidencia de su partido ya que su participación con las condiciones actuales no contribuiría a que regrese a su vocación de escuela cívica y herramienta para construir las ideas y las mejores causas ciudadanas en el partido.

### Renuncia al PAN
El 24 de febrero de 2014, Elizondo Barragán presentó su renuncia a la militancia de su partido por considerar que el PAN «ha adoptado como propia muchas prácticas que en el pasado combatió». En un comunicado, nombró a la corrupción, la afiliación masiva y el uso indebido de recursos públicos, entre otros, como las prácticas que se han apropiado del partido.
Algunas fuentes sugieren que dejó el PAN al no obtener nuevamente la candidatura a Gobernador, la cual se le dio a Felipe de Jesús Cantú Rodríguez.

### Candidato a Gobernador
El 20 de enero de 2015, al interior del partido Movimiento Ciudadano se mencionó que Elizondo buscaría de nuevo la gubernatura del estado por aquel partido en las Elecciones estatales de Nuevo León de 2015, el anuncio oficial lo haría al mediodía del día siguiente. Elizondo también buscaría unificar las candidaturas de Jaime Heliódoro Rodríguez Calderón, entonces aspirante a candidato independiente para Gobernador, y David Noel Ramírez Padilla, rector del Tecnológico de Monterrey.
El 1 de marzo de 2015, Elizondo se registró ante la Comisión Electoral Estatal como candidato a la gubernatura de Nuevo León por el partido Movimiento Ciudadano. La campaña iniciaría el 6 de marzo.